# 班岛穗鹛
班岛穗鹛（学名：Stachyris latistriata），是画眉科穗鹛属的一种，为菲律宾的特有种。该物种的保护状况被评为近危。
班岛穗鹛的栖息地为亚热带或热带的湿润山地林。